# Made in the Shade
Made in the Shade is het eerste compilatiealbum van de band The Rolling Stones tijdens hun Atlantic Records-contract. Het album kwam uit in 1975. Made in the Shade geeft een beeld van hun eerste vier albums die uitkwamen op Atlantic Records.

## Geschiedenis
De Rolling Stones hadden twee eerdere officiële verzamelalbums op Decca Records, Big Hits (High Tide and Green Grass) uit 1966 en Through the Past, Darkly (Big Hits Vol. 2) uit 1969. Als uitbreiding werden de verzamelalbums, Hot Rocks 1964–1971 (1971) en More Hot Rocks (Big Hits & Fazed Cookies) (1972) uitgegeven door het platenlabel ABKCO Records van Allen Klein, zonder de toestemming van The Rolling Stones.
Made in the Shade gaf de Stones meer tijd om verder te werken aan het studioalbum waar ze halverwege mee bezig waren: Black and Blue. Het album werd ook uitgegeven om de hun volgende tour, Tour of the Americas, ten gelde te maken met Ron Wood voor de eerste keer in plaats van Mick Taylor. Wood, die er goed bij paste werd gevraagd om permanent te blijven na het einde van de volgende tournee.
Made in the Shade moest het opnemen tegen het laatste kassucces, het compilatiealbum genaamd Metamorphosis met een 14e plaats het Verenigd Koninkrijk en 6e plaats in de Verenigde Staten, wat later zelfs een platina werd.
In 2005 werd het album geremasterd herdrukt door Virgin Records.

## Nummers
Alle nummers zijn geschreven door Mick Jagger en Keith Richards.
| Track- nummer | Titel                                 | Duur | Oorspronkelijk uitgegeven op |
| ------------- | ------------------------------------- | ---- | ---------------------------- |
| 1             | Brown Sugar                           | 3:50 | Sticky Fingers               |
| 2             | Tumbling Dice                         | 3:44 | Exile on Main St.            |
| 3             | Happy                                 | 3:04 | Exile on Main St.            |
| 4             | Dance Little Sister                   | 4:10 | It's Only Rock 'n' Roll      |
| 5             | Wild Horses                           | 5:41 | Sticky Fingers               |
| 6             | Angie                                 | 4:31 | Goats Head Soup              |
| 7             | Bitch                                 | 3:37 | Sticky Fingers               |
| 8             | It's Only Rock'n Roll (But I Like It) | 5:07 | It's Only Rock 'n' Roll      |
| 9             | Doo Doo Doo Doo Doo (Heartbreaker)    | 3:27 | Goats Head Soup              |
| 10            | Rip This Joint                        | 2:23 | Exile on Main St.            |

## Hitlijsten
Album
| Jaar | Hitlijst             | Notering |
| ---- | -------------------- | -------- |
| 1975 | UK Top 60 Albums     | 14       |
| 1975 | Billboard Pop Albums | 6        |